# Édouard Otlet
Pour les articles homonymes, voir Otlet.

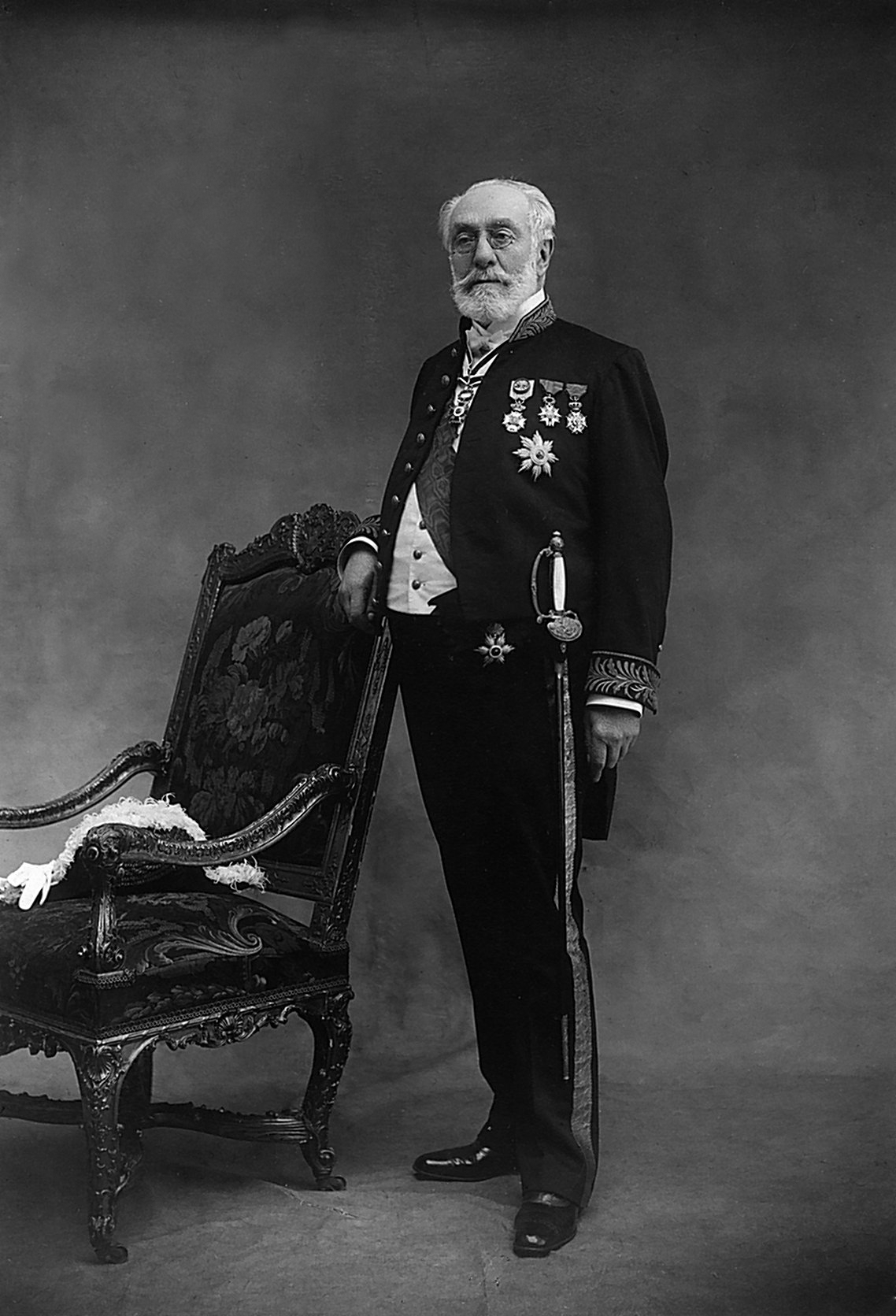
Édouard Otlet en 1907

Édouard Barthélemi Lucien Joseph Otlet, à Bruxelles le 13 juin 1842 et mort à Blanquefort le 20 octobre 1907, est un politicien et entrepreneur belge du XIXe siècle. Il se lance dans le secteur des tramways.
Ses succès lui valent le titre de roi des tramways dans les années 1880.
Il est présent dans toute l'Europe. À l'aube du XXe siècle, son entreprise florissante subit des revers répétés. La banqueroute intervient au moment de la crise économique de 1900. Sa collection d'œuvre d'art est alors vendue. Son fils, Paul Otlet, l'un des fondateurs de l'Office International de Bibliographie ou du Mundaneum, hérite de l'esprit d'entreprise de son père.

## Origines familiales et vie privée
Edouard Barthélémi Lucien Joseph Otlet est né à Bruxelles le 13 juin 1842. Ses parents, Charles Joseph Désiré Otlet, né à Morlanwelz le 14 avril 1813, à l'origine professeur de langues puis négociant, et Aurélie Josèphe Dupont, marchande, née à Renaix le 6 mai 1813 et résidant alors à la rue de la Madeleine à Bruxelles, s'étaient mariés à Bruxelles en 1837. Leur négoce, et puisque Aurélie Josèphe Dupont étant originaire de Renaix - une ville vouée au textile - , était évidemment un négoce de textiles. Ainsi, à l'Exposition des produits belges de 1847, Joseph Otlet-Dupont présentait trois belles pièces de textiles. En 1851, il est mentionné dans l'Almanach du commerce et de l'industrie pour ses tissus de laine et soies, au Midi, n° 22. Par ailleurs, Joseph Otlet-Dupont était propriétaire d'un grand nombre de terrains notamment à Bruxelles, dans le quartier du boulevard du Midi, ainsi qu'à Anderlecht, dans le quartier Cureghem et dans la rue Brogniez, pour lesquels il obtint de tracer des rues pour y former de nouveaux quartiers et sur lesquels il éleva des constructions. La rue des Foulons constituait l'axe principal du lotissement planifié par Joseph Otlet-Dupont. Enfin, il était également homme politique, qui se présenta aux élections locales, et il fut ainsi conseiller communal à Bruxelles, mais aussi sans succès aux élections législatives sur une Liste unioniste pour l'arrondissement de Bruxelles aux élections de 1857 et en 1859. Charles Joseph Désiré Otlet, veuf, est mort à Uccle le 11 décembre 1897, en son domicile du n° 683 de l'avenue Brugmann. Il avait survécut à son épouse, Aurélie Josephe Dupont, morte à Bruxelles le 12 avril 1868, près de 30 ans...
Leur fils, Edouard Otlet, alors qualifié de banquier et résidant au no 47 du boulevard du Midi, épouse en premières noces à Bruxelles le 10 avril 1866 Marie Adolphine Jeanne, dite Maria Van Mons, née à Bruxelles le 3 juillet 1846, résidant à Bruxelles, au no 8 de la rue d'Accolay, fille de l'avocat Michel Barthélémi Louis Van Mons, résidant à Bruxelles, et de son épouse Marie Louise Elisabeth Verhaeren. Notons aussi que Marie Adolphine Jeanne Van Mons était la cousine germaine de l'écrivain et poète Émile Verhaeren. De ce premier mariage d'Edouard Otlet sont issus Paul Otlet, né à Bruxelles en 1868, et Maurice Otlet, né en 1869 qui développa aussi avec son père la station balnéaire de Westende. Marie Adolphine Jeanne Van Mons est morte le 4 mai 1871.
En secondes noces, le 27 septembre 1876 à Ixelles, résidant au n° 20 de la rue Vautier et alors qualifié d'industriel, Edouard Otlet épouse Marguerite Louise Valérie Linden, née à Schaerbeek le 7 septembre 1851, résidant à Ixelles, au n° 8 de la rue Vautier, fille de Jean Linden, résidant à Ixelles et consul général du Grand Duché de Luxembourg, commandeur des ordres de Léopold, de la couronne de chêne, de Stanislas avec couronne, de François Joseph, de la couronne d'Italie et officier de plusieurs autres ordres, et de son épouse Anne Elisa Reuter. Plusieurs enfants naîtront de ce second mariage.

## L'homme des tramways dans la Belgique industrielle
C'est en 1867 qu'Édouard Otlet se lance dans la construction et l'exploitation de chemin de fer dans le nord de la France. Il est associé à André Lebon, qui vient de quitter les entreprises Philippart,.
En 1875, il réoriente son activité et crée sept sociétés de tramways disséminées dans toute l'Europe. Sa fortune est suffisante pour lui permettre d'acquérir en 1880, l'île du Levant, située en Méditerranée. Il commence à mettre sur pied une collection d'œuvres d'art dans sa demeure, chaussée de Charleroi à Bruxelles. Elle contient des tableaux issus de diverses époques, du Moyen Âge à la période plus contemporaine : un Memling, La déposition du Christ ; Le Christ descendu de la Croix de Jan Mostaert ; un triptyque de Rogier van der Weyden ; un Rubens, le Temps enlevant la Vérité et un Turner, Une vue de Venise.
La concession ferroviaire persane a accordé à la société belge les droits exclusifs de construire et d’exploiter une ligne ferroviaire de Qazvin à Qom en passant par Téhéran et Šāh ʿAbd-al-ʿAẓim pendant 99 ans (« Concession », p. 45). Le président de son conseil d'administration était Edouard Otlet (1842-1907), un autre homme d'affaires international célèbre de l'époque, qui était membre du conseil d'administration de l'entreprise, était Lazare Salmonovitch Poliakov (1842-1913), surnommé « Le Rothschild de Russie » ( « Rapport », p. 8 ; Gordon à Reuters).

## Westende, station balnéaire
Après avoir achevé la ligne Ostende-Torhout-Armentières en 1874, l'homme d'affaires acquiert des terrains de chasse à proximité de la ville d'Ostende qui jouit alors d'un développement touristique unique. 64 hectares de dunes sont acquis au hasard d'une promenade pour 35 000 Francs. Le projet est d'y fonder une ville. Édouard et son fils aîné, Paul, vont investir ce terrain. En 1896, une infrastructure hôtelière, l'hôtel des Bains, est ouverte avec sa salle des fêtes, La Terrasse. C'est l'architecte Alban Chambon qui a procédé à l'aménagement intérieur. Paul Otlet prend les rênes de Westende peu après. L'aménagement de son hôtel particulier, l'Hôtel Otlet, après son mariage avec Fernande Gloner, lui ouvre des perspectives nouvelles en matière d'architecture. Avec l'aide Octave van Rysselberghe et Henry Van de Velde, l'habitation, située rue de Florence, est construite dans le style Art nouveau entre 1894 et 1898. À partir de cette expérience, l'art et l'architecture vont dominer l'avenir de Westende.

## Homme Politique
En 1894, Édouard Otlet mène campagne pour le Parti Catholique dans la province du Luxembourg et est élu au Sénat pour un mandat de 6 ans. Lors de ces élections législatives, la représentation proportionnelle entre en vigueur (extension du suffrage). La majorité catholique s'installe donc au pouvoir avec une solide majorité, 173 élus dont 69 sénateurs. L'opposition compte 79 élus, socialistes et libéraux confondus.